# Ишемическая оптическая нейропатия задняя
Задняя ишемическая оптическая нейропатия  (ZION) — медицинское состояние, характеризующееся повреждением ретробульбарной части зрительного нерва из-за ишемии. Несмотря на термин «задняя» эта патофизиология может быть применена к случаям, когда ишемические повреждения предшествуют, а состояние описывает определённый механизм потери зрения в зависимости от величины повреждения зрительного нерва. Передняя ишемическая невропатия зрительного нерва (AION) отличается от PION тем, что AION происходит спонтанно и в одностороннем порядке у пациентов с предрасполагающими анатомическими и сердечно-сосудистыми факторами риска.
Задняя ишемическая оптическая нейропатия - это редкая, но разрушительная причина потери зрения. PION происходит, когда доставка кислорода к заднему зрительному нерву является недостаточной, в результате чего нервные клетки отмирают. Эта ишемия происходит от инфаркта водораздела. Есть два типа PION, которые приводят к ишемии зрительного нерва через раздельные механизмы:  артериитический  и  периоперационный .

## Причинно-следственная связь
PION — инфаркт водораздела зрительного нерва, он может привести к односторонней или, чаще всего, двусторонней слепоте. PION, как правило, наблюдается у двух категорий пациентов:
- Пациенты, которые прошли какую-либо не глазную хирургию, длительную или связанную со значительной потерей крови.
- Пациенты, которые подверглись значительному кровотечению в результате несчастного случая или повреждения кровеносных сосудов. В этих случаях, гематокрит (процент клеток крови в крови) низок и часто артериальное давление также низко. Эта комбинация может произвести шок, и PION иногда называют ударно-индуцированной оптической нейропатией.

Комбинация низкого количества крови и низкого артериального давления означает, что кровь несёт меньше кислорода к тканям. Многие конечные органы могут страдать от недостатка кислорода, в том числе головной мозг, почки или сердце. То, что ставит зрительный нерв в наиболее неблагоприятное положение, так это наложение синдрома сдавливания. Когда ткани страдают от недостатка кислорода, они набухают. Зрительный нерв, однако, ограничен в костном канале между мозгом и глазом. Отсутствие возможности свободно набухать может вызвать дальнейшее увеличение давления на зрительный нерв, снижение кровотока в нерве, в особенности, в комбинации с пониженным давлением. Ограниченный поток крови может привести к необратимому повреждению зрительного нерва с результирующей слепотой, которая часто двусторонняя, в результате чего некоторые пациенты просыпаются слепыми после долгих или сложных оперативных вмешательств. По техническим причинам это происходит чаще при операциях на позвоночнике.

## Патогенез

### Патогенез PION
В обоих типах PION, ишемия, то есть уменьшение притока крови, приводит к гибели клеток зрительного нерва. Ишемическое повреждение зрительного нерва вызывает воспаление и отёк. Поскольку задняя часть зрительного нерва проходит через зрительный канал, туннель Boney ведущий в мозг, отёк в этом неупругом пространстве вызывает сжатие. Сжатие зрительного нерва усугубляет ишемию и увековечивает цикл травмы, отека и сжатия.

### Патогенез A-PION
A-PION обусловлена воспалительным заболеванием под названием артериит гигантских клеток (GCA), иначе височный артериит. GCA является воспалительным заболеванием кровеносных сосудов. Это, как полагают, аутоиммунное заболевание, вызванное неадекватной активностью Т-клеток. Когда Т-клетки повреждают артерии, снабжающие зрительный нерв, формируется тромб и останавливает поток крови. Прекращение потока крови остановливает доставку кислорода и волокна зрительного нерва отмирают.

### Патогенез периоперационной PION (хирургическая, послеоперационная или вызванная шоком PION)
Точная причина периоперационного PION неизвестна. Многие факторы риска были определены, которые способствуют гипоксии зрительного нерва. В одиночку ни одого из этих факторов риска недостаточно, чтобы вызвать PION. Тем не менее, у восприимчивых пациентов, сочетание этих факторов риска приводит к разрушительной слепоте. Этот опыт показывает, что заболевание PION многофакторного происхождения.
Риски, связанные с периоперационной PION можно разделить на две категории: интраоперационных ишемических давлений и сердечно-сосудистых факторров риска.

### Интраоперационные ишемические давления в периоперационном PION
Многие причины снижения кровотока во время операции носят системный характер, то есть они уменьшают приток крови ко всему телу. Исследования показали, что почти все послеоперационные пациенты PION пострадали от длительной интраоперационной гипотензии и послеоперационной анемии. При периоперационной PION пациент в среднем теряет 4 литра крови во время операции, и принимает большое количество переливаний крови. Массивная потеря крови является только одной из причин низкого артериального давления. Побочные эффекты общей анестезии также снижают кровяное давление. Средняя продолжительность операции PION от 7 до 9 часов, что увеличивает риск последствий длительного низкое кровяного давления.
Другие причины интраоперационного ишемического давления местные, то есть они уменьшают приток крови к пораженной области зрительного нерва. Отёк лица, периорбитальной отёк, прямое орбитальное сжатие, положение лицом вниз во время операции и наклона операционного стола в положение «ноги выше головы», все были, как сообщалось, ассоциированы с периоперационной PION. Все эти факторы, как полагают, увеличивают давление тканей и венозное давление вокруг зрительного нерва, тем самым уменьшая локальный кровоток и доставку кислорода.
Операции с самыми высокими оценками заболеваемости PION — операции с повышенным риском вышеупомянутых условий. В хирургии позвоночника, пациенты подвергаются значительной потери крови, и они расположены лицом вниз в течение длительного периода времени, что повышает венозное давление, уменьшается артериальное давление перфузии, и часто вызывает отёки лица (повышенное давление ткани). Хирургия позвоночника, по оценкам, имеет самый высокий уровень PION 0,028 %. Большая продолжительность положения «ноги над головой» в хирургии предстательной железы также предположительно увеличивают риск PION.

### Сердечно-сосудистые факторы риска для PION
Послеоперационные PION пациенты имеют более высокую распространённость сердечно-сосудистых факторов риска, чем в общей популяции. Документально сердечно-сосудистые факторы риска у послеоперационных больных PION включают: гипертензию, сахарный диабет, гиперхолестеринемия, употребление табака, сердечная аритмия, цереброваскулярные заболевания и ожирение. Мужчины, также было замечено, подвержены более высокому риску, который соответствует тенденции, что у мужчин выше риск сердечно-сосудистых заболеваний. Все эти сердечно-сосудистые риски мешают перфузии, а также можно предположить, что они вносят свою лепту в дефекты сосудистой саморегуляции.

### Многофакторное происхождение периоперационного PION
Как было показано о факторах риска выше, периоперационная гипоксия —многофакторная проблема. Среди этих факторов риска бывает трудно определить порог начала гибели клеток зрительного нерва, и точный вклад каждого фактора.
Низкое кровяное давление и анемия приводятся в качестве послеоперационных осложнений, почти во всех докладах о PION, которые наводят на мысль о причинно-следственной связи. Тем не менее, в то же самое время низкое кровяное давление и анемия крайне редко являются достаточно распространенным явлением в периоперационной PION. Хирургия позвоночника и шунтирования сердца имеет самое высокое расчетное число случаев PION — 0,028 % и 0,018 % соответственно, а это по-прежнему крайне низко. Это свидетельство предполагает, что оптическое повреждение нерва у больных PION обусловлено чем то большим, чем просто анемия и низкое кровяное давление.
Опыт показывает, что многофакторное происхождение периоперационного PION включает в себя риски, описанные выше и возможно другие, неизвестные факторы риска. Текущие обзорные статьи о PION предлагают что сосудистая ауторегуляторная дисфункция и анатомические изменения — заслуживающие исследования предметы, которые могут способствовать восприимчивости конкретного пациента.

## Признаки и симптомы

### Общие признаки и симптомы PION
PION наиболее часто развивается у пожилых людей.  Заболевание проявляется резко и безболезненно. Зрение может быть снижено умеренно или значительно. Может быть как односторонним, так и двусторонним. Цветовое зрение ухудшается в большинстве случаев.

### Офтальмоскопической тест PION
Заглянув внутрь глаза пациента в начальной стадии, офтальмоскоп не показывает никаких видимых изменений в головке зрительного нерва. Через несколько недель после ишемического инсульта, атрофия нервных волокон, происходящая на повреждённом заднем зрительном нерве прогрессирует с привлечением переднего зрительного нерва. От четырёх до восьми недель после начала заболевания, атрофия зрительного нерва начинает наблюдаться в офтальмоскопе.

### Зрачки при PION
Если оба глаза страдают от PION, зрачки могут выглядеть симметрично. Тем не менее, если глаза асимметрично затронуты, то есть зрительный нерв одного глаза является более поврежден, чем другой, то станет заметен важный признак, называемый дефектом афферентации зрачков.

### Дефект афферентации зрачков (APD)
Дефектное восприятия света одним глазом вызывает рефлекс асимметричного сужения зрачков, называемый дефект афферентации зрачков (APD).

### Артериитические PION (A-PION) признаки и симптомы
PION наиболее часто поражает белых женщин средним возрастом 73 года. Сначала потеря зрения является односторонней, но без лечения быстро прогрессирует с привлечением второго глаза. Потеря зрения, как правило, тяжёлая, начиная от невозможности опознания числа пальцев перед глазами, до полного невосприятия света. Сопутствующие симптомы: боль в челюсти, усиливающаяся при жевании, слабость волосяного покрова, боли в плече и бедре, головная боль и усталость.

### Послеоперационный PION признаки и симптомы
Потеря зрения, как правило, происходит после пробуждения от общей анестезии. Наблюдаемые признаки свидетельствуют о длительной продолжительности операции и отёках лица. Потеря зрения, как правило, двусторонняя и тяжёлая, начиная от невозможности опознания числа пальцев перед глазами, до полного невосприятия света.

## Дифференциальный диагноз
В послеоперационном периоде, без грубого повреждения глаз, потери зрения, требуется оценка всей зрительной системы на предмет ишемического повреждения. Не только зрительный нерв как ткань зрительного пути, чувствителен к снижению кровотока. Снижение оксигенации сетчатки и мозга может также ослабить зрение.

## Сравнение с передней ишемической оптической нейропатией
PION встречается реже, чем передняя ишемическая оптическая нейропатия (AION). Кровоснабжение и окружающая анатомия делают передние и задние части зрительного нерва чувствительными к разным ишемическим давлениям.
Задний оптический нерв получает кровь преимущественно из отраслей мягкой мозговой оболочки глазной артерии. Оптический канал, туннель Boney, ведущий к мозгу, окружает самую заднюю часть этого сегмента зрительного нерва.
Передняя часть зрительного нерва получает кровь преимущественно из задних цилиарных артерий. Передняя часть зрительного нерва, иначе головка зрительного нерва, окружена каналом склеры, и является уязвимой для скученности нервных волокон. Часть зрительного нерва, которая видна в офтальмоскоп называется диск зрительного нерва.

## Диагностика
Диагностика PION часто бывает затруднена, так как зрительный нерв на первый взгляд кажется нормальным. Происходит повреждение глубже той части нерва, которая видна при офтальмоскопической экспертизе. Может быть ненормальная относительная реакция зрачков (APD), если травма ограничивается одним зрительным нервом, но часто это является двусторонним и симметрия реакции зрачков сохраняется. Кроме того полезно сканирование МРТ. Нередко даются ошибочные диагнозы симуляции или корковой слепоты. Если это возможно, необходимо срочно проконсультироваться у нейроофтальмолога, что скорее всего, приведет к правильному диагнозу.
Не существует теста, подтверждающего PION. PION исключает диагностику. Чтобы предотвратить надвигающуюся слепоту, нужно срочно исключить артериит гигантских клеток, когда пациенту с внезапной потерей зрения за 50.

### GCA Диагностика
Американский колледж ревматологов определил сочетание физических симптомов и воспалительных изменений для диагностики артериита гигантских клеток.

### Отличие PION отAIONпосле тестирования
При начальных симптомах, офтальмоскоп может отличить AION от PION. Если Вы заметили поражение глазного нерва, это AION. PION не ведет к атрофии зрительного нерва, так что не наблюдается в офтальмоскоп в период от 4 до 8 недель после начала заболевания. Кроме того, AION часто показывает характерный дефект поднятия на тесте поля зрения Хамфри.

## Лечение и прогноз
После того, как потеря зрения произошла, лечение становится все более проблематичным, но имеются сообщения о восстановленного зрения, если переливание крови и прием агентов, повышающих кровяное давление, проводят в течение нескольких часов.

### Лечение и прогноз PION
Если диагноз GCA подозревается, лечение стероидами следует начинать немедленно. Результаты биопсии височной артерии должны быть получены для подтверждения диагноза и определения ориентиров будущего ведения, но это не должно задерживать начало лечения. Лечение не восстанавливает утраченное зрение, но и предотвращает дальнейшее прогрессирование и поражение второго глаза. Высокие дозы кортикостероидов могут быть постепенно снижены до низких доз в течение приблизительно одного года.

### Периоперационная PION. Лечение и прогноз
Быстрые переливания крови для устранения анемии и повышения кровяного давления, может улучшить результаты PION. В одном докладе относительно гипотонии, вызванной AION, 3 из 3 пациентов, которые получили быстрые переливания крови, сообщили о частичном восстановлении зрения. В то время как быстрое переливание крови внушает некоторую надежду, прогноз для периоперационной PION остается бедным. Профилактика остается наилучшим способом снижения PION.
Один ретроспективный отчет предполагает, что частота PION может быть сокращена в случаях высокого риска путём изменения хирургического лечения. Например, для пациентов, перенесших хирургию позвоночника, могут быть приняты меры, чтобы свести к минимуму гипотензию во время операции, путём ускорения процесса замены крови, и активного лечения отёка лица.

## Профилактика
Пациенты, имеющие в анамнезе высокое артериальное давление , диабет, а также курящие наиболее восприимчивы к PION, так как они имеют угрозу саморегуляции системы кровеносных сосудов. Таким образом, дополнительные усилия должны быть приняты для них в виде заботы или организации операции или контроля анемии от потери крови (путём процедуры переливания крови), а также тщательного контроля за их кровяным давлением.

## Уравнение перфузии зрительного нерва
Теоретически, есть три способа, чтобы препятствовать доставке кислорода к тканям: снижение кровяное давление (BP), увеличение сопротивления кровотоку путём увеличения давления в тканях (TP), или уменьшение гематокрита (Hct).
Поэтому:
{\displaystyle Opticnerveperfusion=Hct\times (BP-TP)}
Это уравнение формализует то, что известно о периоперационной PION в отношении риска и профилактики.
Риск PION возрастает, когда перфузия зрительного нерва ↓, вызванная: Hct ↓ BP ↓ и/или TP ↑
PION может быть предотвращена путём поддержания перфузии зрительного нерва. Это означает: тщательный мониторинг BP и Hct, и быть готовым быстро ↑ BP и ↑ Hct если это необходимо. Кроме того, меры по предотвращению ↑ TP или минимизируют продолжительность ↑ TP, а также могут предотвратить PION.

### Факторы увеличения/уменьшения гематокрита, BP, и TP

#### Hct
1. Увеличивается с переливанием крови. Может появиться искусственное увеличение из-за обезвоживания.
2. Уменьшается с потерей крови, или путём разбавления крови слишком сильной инфузионной терапией.

#### BP
1. Временно увеличивается с вливанием крови или заменяющей жидкости, при переливании крови и инфузии IV жидкости.
2. Уменьшается с потерей крови. Также уменьшается с расширением кровеносных сосудов, что может быть физиологической реакцией, или фармакологическим ответом на общую анестезию.

#### TP
Для периоперационной PION наиболее важной причиной увеличения TP является сила тяжести. Когда голова на операционном столе ниже, чем сердце, жидкость накапливается в тканях головы, поэтому венозный возврат и лимфодренаж уменьшаются. Другие причины увеличивающие TP (например, сердечная недостаточность, лимфатические препятствия и воспаления) являются менее значимыми для PION и выходят за рамки этой дискуссии. ТР также возрастает с третьим интервалом жидкостей, связанных с использованием кристаллоидов. Это особенно проблематично в длинных операциях и с большими объёмами кристаллоидов по сравнению с коллоидами, которые смягчают третий интервал.
 Замечание  : Пропускная способность кислорода на самом деле зависит от 2 факторов, таких как насыщение O2 и гематокрита (Hct). Однако, в контролируемой среде общей анестезии, насыщение O2 остается около 100 %.